# Quercus ichnusae
Quercus ichnusae — вид рослин з родини Букові (Fagaceae); ендемік Сардинії (Італія). Етимологія: Ichnusa — давня назва Сардинії.

## Опис
Це листопадне дерево до 25 м заввишки. Кора блідо-коричнево-сірувата, нерівномірно і злегка борозниста поздовжньо. Листки вузько-довгасті до довгасто-зворотнояйцюватих, 6–15 × 2.8–9 см, блискучі зверху; 4–7 пар часточок; ніжка листка 0.9–2.3 см завдовжки. Жолудь: горіх 1.5–3.5 см завдовжки, 1–2 см у діаметрі; укладений на 1/3–2/3 в чашечку діаметром 1.4–2.3 см.
Квітне в березні; плоди достигають у жовтні.

## Середовище проживання
Цей вид ендемічний для Сардинії (Італія), де він росте між 400 і 1200 м над рівнем моря.
Росте в горбистих і гірських районах.

## Використання
Немає інформації.

## Загрози й охорона
Єдиною нинішньою загрозою для цього виду вважають лісові пожежі, які часто трапляються протягом літа на всьому острові.
Вид зустрічається в кількох заповідних районах.